# 기아 반응
동물(인간 포함)의 기아 반응(Starvation response)은 음식 부족이나 극심한 체중 감소로 인해 유발되는 일련의 적응형 생화학적 및 생리학적 변화로, 신체는 소비하는 음식 에너지의 양을 줄여 에너지를 보존하려고 한다.
동등하거나 밀접하게 관련된 용어로는 기근 반응, 기아 모드, 기근 모드, 기아 저항, 기아 내성, 적응형 기아, 적응형 열 발생, 지방 적응 및 대사 적응 등이 있다.

## 같이 보기
- 칼로리 제한
- 단식